# ルイーズ・エリザベート・ドルレアン
ルイーズ＝エリザベート・ドルレアン（Louise-Élisabeth d’Orléans, 1709年12月11日 - 1742年6月16日）は、スペイン王ルイス1世の王妃。スペイン語名はルイサ・イサベル・デ・オルレアンス（Luisa Isabel de Orleans）。
数々の社会不適応行動で知られ、スペイン宮廷では嫌悪と嘲笑の対象となり、夫君の早世後はスペインを追われ故国フランスで余生を送った。しかし現代の精神医学の見地からすると、奇矯な振る舞いは重度の境界性パーソナリティ障害の症状だったと考えられる。

## 生涯

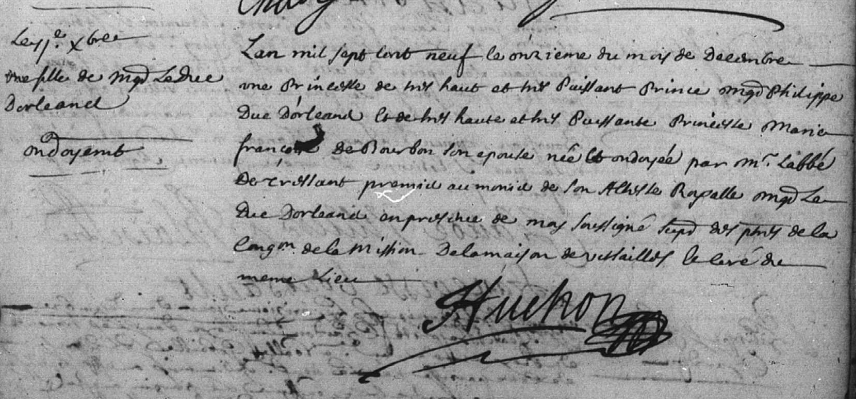
ヴェルサイユ宮殿で1709年12月11日に誕生したことを示すエリザベートの出生証明書

オルレアン公フィリップ2世と妻フランソワーズ・マリー・ド・ブルボン（第二ブロワ姫）の第6子・五女。母はルイ14世王とモンテスパン夫人の間の非嫡出子の1人。血統内親王の身分を持つ王族であり、宮中ではモンパンシエ姫（Mademoiselle de Montpensier）の称号で呼ばれた。
エリザベートは唯一の男兄弟である6歳年長の兄シャルトル公ルイと非常に仲が良かった。2人の姉アデライード及びシャルロットと同程度の知的な教育を施されるはずだったが、実際には誰からも手をかけてもらえず、ほぼ何も習得しなかった。相応の年齢になると修道院に預けられた。
エリザベートの父オルレアン公は1715年に即位した幼王ルイ15世の摂政を務めていたが、ルイ15世の叔父であるスペイン王フェリペ5世は自分の方がフランス摂政にふさわしいと考えたことから、両者の間で緊張が高まり、チェッラマーレ陰謀事件や四国同盟戦争の発生につながった。戦争終結後の1720年、フェリペ5世はフランス王家との二重結婚によるオルレアン公との和解を望んだ。スペイン王は娘のマリアナ・ビクトリアをルイ15世王に嫁がせ（後に婚約解消）、長男のアストゥリアス公ルイスの妻に、オルレアン公の娘の誰かを迎えることにしたのである。
アストゥリアス公の花嫁には11歳のエリザベートが選ばれ、1721年11月にパリで代理結婚式が行われた。その後まもなくスペイン入りし、1722年1月20日レルマでアストゥリアス公と婚礼を挙げたが、新王太子妃に対するスペイン王室の人々の態度は冷淡で無礼だった。エリザベートは400万リーヴルもの花嫁持参金をスペイン王室にもたらした。
彼女の輿入れの翌年である1723年、妹フィリッピーヌがアストゥリアス公の腹違いの弟でパルマ公位継承者のカルロス王子（後のスペイン王カルロス3世）と婚約し、スペインにやってきた。エリザベートと妹フィリッピーヌの姉妹仲はもともと良くなかったが、フィリッピーヌが持ち前の美貌や愛嬌、知性のおかげでスペイン宮廷の人々の注目を集め始めると、2人の関係はさらに悪化した。姉のエリザベートはスペイン入りしてから一度も人々に関心を持たれなかった。
1724年1月15日、精神的な不調が続いていたフェリペ5世は退位して長男に王位を譲り、アストゥリアス公がルイス1世としてスペイン王位に就いた。妻のエリザベートもスペイン王妃となった。しかし7か月後、ルイス1世は天然痘で急死し、若い国王夫妻にには世継ぎもいなかったことから、フェリペ5世が復位することとなった。エリザベートは夫の死後もしばらくマドリードに留まったが、彼女の異様な振る舞いは夫の存命中すでにスペイン宮廷の人々から気味悪がられていた。
スペイン宮廷入りして以来、エリザベートは数々の「事件」を起こしていた。彼女の振る舞いは概して風変わりで衝動的だったが、中には社会不適応行動（faux pas）としか呼べない常軌を逸したものもあった。全裸で歩き回り、人前でげっぷやおならをし、宮殿の廊下を駆け回り、乗馬中に急に馬から飛び降りて木に登り始める、といったものである。現代の病理診断の見地からすると、彼女のこうした振る舞いは、すでに治療の施しようがないほど重度の境界性パーソナリティ障害患者の行動にあてはまる。
エリザベートは体臭を漂わせた不潔な状態のまま人前に現れ、肌着の着用を嫌がり、人々の面前で自分の局部を晒して宮廷人の顰蹙を買った。また、テーブルに上にきちんと用意された料理に手を付けたがらないくせに、それが取り下げられると怒って暴れ、手当たり次第につかめるものなら何でも口に突っ込んだ。エリザベートの奇行はだんだんとひどくなっていった。いっときは、宮殿じゅうの窓やタイルを自分の着ているドレスで拭くという嗜癖が続いた。エリザベートは、窓を見れば人目もはばからずドレスを脱いでドレスで窓ふきを始めるので、王妃付きの廷臣たちは仰天して王妃のいる部屋から逃げ出していった。夫のルイス1世は父フェリペ5世宛の手紙で次のように嘆息している：
ルイス1世はこの決意を実行に移し、エリザベートを修道院に閉じ込めた。するとエリザベートはさめざめと泣き、夫君に宛てて謝罪の手紙を書いた。これを読んだルイス1世は妻の嘆願にほだされて彼女を解放した。ただし、エリザベートは夫が天然痘に罹患して死の床についたとき、接触感染して自分も死ぬことを恐れ、夫の看病を途中で投げ出している。ルイス1世の死は、その異常行動によって極めて不人気となった王妃を守る人が誰もいなくなったことを意味していた。
夫君の死後、スペインに誰も引き留める人のいないエリザベートは、母オルレアン公爵未亡人の求めに応じて、1728年妹フィリッピーヌ（カルロス王子との婚約が解消された）と一緒にフランスに帰国した。エリザベートにはスペイン王太后として、スペイン政府から年額60万リーヴルもの巨額の年金を受給する権利があったが、義父フェリペ5世はルイス1世とエリザベートの婚姻は最後に無効となったとする見解を根拠に、年金の支払いを拒否した。それでも彼女はフランス国内ではスペイン王太后の格式で丁重に扱われたが、この形ばかりの格式が姉妹との不仲を引き起こした。姉のモデナ公爵夫人シャルロットに対してスペイン王太后であるエリザベートは宮廷儀礼における上席権を有し、従ってどんな場面でもエリザベートが常に優先されたことが、姉を怒らせたのである。
彼女はヴェルサイユ宮廷には近寄らず、パリ市街のリュクサンブール宮殿と郊外のヴァンセンヌ城を行き来しながら穏やかな余生を送った。1743年に32歳で亡くなり、パリのサン＝シュルピス教会に葬られた。

## 引用・脚注
1. 1 2  Vallejo-Nágera, Alejandra (23 April 2006). “Luisa Isabel, la reina exhibicionista”. Crónica (Suplemento de El Mundo) (547).
2. ↑  Gordien, Marie-Estelle: Louis d'Orléans (1703–1752), premier prince du sang et mystique érudit. Thèses de l'École nationale des chartes, France (2002).
3. 1 2  “The Lonely Life of Louise Élisabeth d'Orléans”. 2022年3月30日閲覧。
4. ↑  Lodge, Richard (1923). “Review of Louise Élisabeth d'Orléans, Reine d'Espagne (1709-1742)”. The English Historical Review 38 (152):  597–601. doi:10.1093/ehr/XXXVIII.CLII.597. ISSN 0013-8266. JSTOR 551941.
5. 1 2  Nouvelle biographie générale
6. ↑  Réimpression de l'ancien Moniteur seule histoire authentique et inaltérée
7. ↑  Williams, Hugh Noel (1913). Unruly daughters; a romance of the house of Orléans. University of California Libraries. New York, G. P. Putnam's sons